# 215
215 (CCXV) var ett normalår som började en söndag i den julianska kalendern.

## Händelser

### Okänt datum
- Caracallas trupper massakrerar befolkningen i egyptiska Alexandria.
- Caracalla introducerar det nya myntet Antoninianus, vars vikt endast är en femtiondels pund. Koppar försvinner gradvis och i mitten av 200-talet är Antoninianus, med Roms ekonomiska kris, den enda officiella valutan.
- Zhang Liao slår tillbaka Sun Quans invastionsstyrka i belägringen av Hefei.

## Födda
- 9 september – Aurelianus, romersk kejsare 270–275 (född detta eller föregående år)

## Avlidna
- Klemens av Alexandria, grekisk teolog och pedagog (död omkring detta år)
- Chen Wu, kinesisk general under Sun Quan